# 新潟県道175号関山停車場線
新潟県道175号関山停車場線（にいがたけんどう175ごう せきやまていしゃじょうせん）は、新潟県妙高市内を通る一般県道である。

## 概要

### 路線データ
- 起点：関山停車場（新潟県妙高市大字関山）
- 終点：新潟県妙高市大字関山（国道18号交点）

## 地理

### 通過する自治体
- 新潟県妙高市

### 接続する道路
- 妙高市道（起点：妙高市大字関山、「関山駅」前）
- 新潟県道262号大原関山停車場線（「関山駅」前（起点） - 関山駅前交差点で重複）
- 国道18号（終点：関山交差点）

### 周辺
- えちごトキめき鉄道 関山駅
- 医療法人社団 妙高診療所
- 妙高市役所 妙高支所
  - 妙高市ガス上下水道局
- 妙高市立妙高中学校
- 妙高市立妙高小学校
- 新井信用金庫 関山支店
- JAえちご上越 関山支店
- 関山郵便局
- ナルス せきやま店